# Ladaenti Houmadi
Ladaenti Houmadi, née le 23 juin 1983 à Chandra, est une femme politique comorienne. Elle siège depuis 2020 à l'Assemblée de l'union des Comores.

## Carrière
Ladaenti Houmadi, née en 1983 à Chandra à Anjouan, poursuit des études secondaires au lycée de Mutsamudu, puis obtient un DEUG au centre universitaire de Patsy. Elle est alors professeur d'anglais.
Élue maire de Bambao Mtrouni lors des élections municipales comoriennes de 2015, elle est nommée ministre de l’Emploi, de la Jeunesse et des Sports en 2018 au sein du gouvernement d'Azali Assoumani, qu'elle quitte en juin 2019.
Elle devient ensuite la conseillère chargée des Affaires sociales et du Genre du président, jusqu'à son élection dès le premier tour des élections législatives comoriennes de 2020 dans la circonscription de Cuvette à Anjouan.